# 6B23
O 6B23 (em russo:  6Б23) é um colete balístico das Forças Armadas da Federação Russa. Introduzido em 2003, foi o colete à prova de balas padrão do exército russo até a adoção e produção em massa do 6B45 por volta de 2015. Ele ainda é emitido para unidades russas de reserva e certas milícias separatistas na Ucrânia, principalmente por ter sido substituído pelo RATNIK.

## Antecedentes
O 6B23 foi projetado pela NPP KlASS e introduzido em 2003 para complementar e potencialmente substituir os coletes à prova de balas mais antigos em serviço russo. Uma série de armaduras corporais foram introduzidas na década anterior (6B11, 6B12, 6B13, 6B17 e 6B18), mas nunca foram universalmente adotadas no exército russo. O 6B23 não está mais sendo adquirido, devido à adoção de coletes mais novos, mas a NPP KlASS continua a produzir coletes Korund-VM, que são essencialmente 6B23s modernizados.

## Detalhes técnicos
O colete balístico 6B23 vem em diversas variantes. Uma característica do novo colete é a ergonomia aprimorada e uma abordagem modular à proteção. Na configuração básica, o 6B23 usa elementos de tecido baseados em 30 camadas de material semelhante ao Kevlar (TSVM-2). Eles estão localizados no peito, nas costas e nas laterais. A configuração 6B23-1 tem uma placa de blindagem de aço no peito, e a 6B23-2 usa uma placa de cerâmica Granit-4M no peito e aço nas costas. O peso, dependendo dos painéis utilizados, varia de 4 a 10,2kg.
A capa vem em vários padrões de camuflagem, principalmente o padrão VSR-98 Flora e a camuflagem EMR . A proteção principal de aramida ao redor do colete garante proteção contra fragmentos de até V50 540m/s para esferas de aço de 6,3mm, o reforço de aramida traseiro fornece proteção de classe 2; placas de aço e cerâmica fornecem classe 3 e 4 respectivamente.
O painel de tecido (proteção nível II) na parte traseira é feito de 30 camadas de material semelhante ao Kevlar TSVM-2 e oferece proteção contra balas de pistola Tokarev TT (cartucho 57-N-134S) e Makarov PM (cartucho 7N16) de 5 metros, tem maior resistência antifragmentação (fragmento pesando 1g a uma velocidade de 600m/s, 50%). O peso é de 4 kg.
O painel de blindagem de aço (proteção nível III, variante chamada 6B23-1) tem 6,3mm de espessura e é feito de aço “44S”, fornecendo proteção contra balas de um fuzil de assalto AKM com núcleo reforçado pelo calor (cartucho 57-N-231) a 10m, um fuzil AK-74 (cartuchos 7N22, 7N24), fuzil M16 (cartuchos M193 e M855) a 25m e fuzil SVD (cartucho 57-N-323S) com núcleo de aço a uma distância de 50m. O peso com painéis frontais de aço e painéis traseiros de tecido é de 7,9kg.
Painel de blindagem de cerâmica (proteção de nível IV, variante chamada 6B23-2) com o Granit-4M fornecendo proteção contra balas incendiárias perfurantes de um fuzil de assalto AKM (cartucho 57-B3-231) a uma distância de 50m e balas de um fuzil SVD (cartucho 7N13 ou 7-B3-3) a uma distância de 100m. O peso com painéis frontais de cerâmica e painéis traseiros de tecido é de 7,2kg. A substituição do painel traseiro de tecido por um de aço aumenta o peso para 10,2kg.
A armadura corporal está disponível em três tamanhos padrão:
- 1º tamanho – para pessoal com circunferência torácica de até 96cm e altura de 158 a 172cm,
- 2º tamanho – para pessoal com circunferência torácica de 96 a 104cm e altura de 172 a 182cm,
- 3º tamanho – para pessoal com circunferência torácica de 104 a 116cm e altura de 182 a 188cm.

## Galeria

6B23 nas forças armadas russas
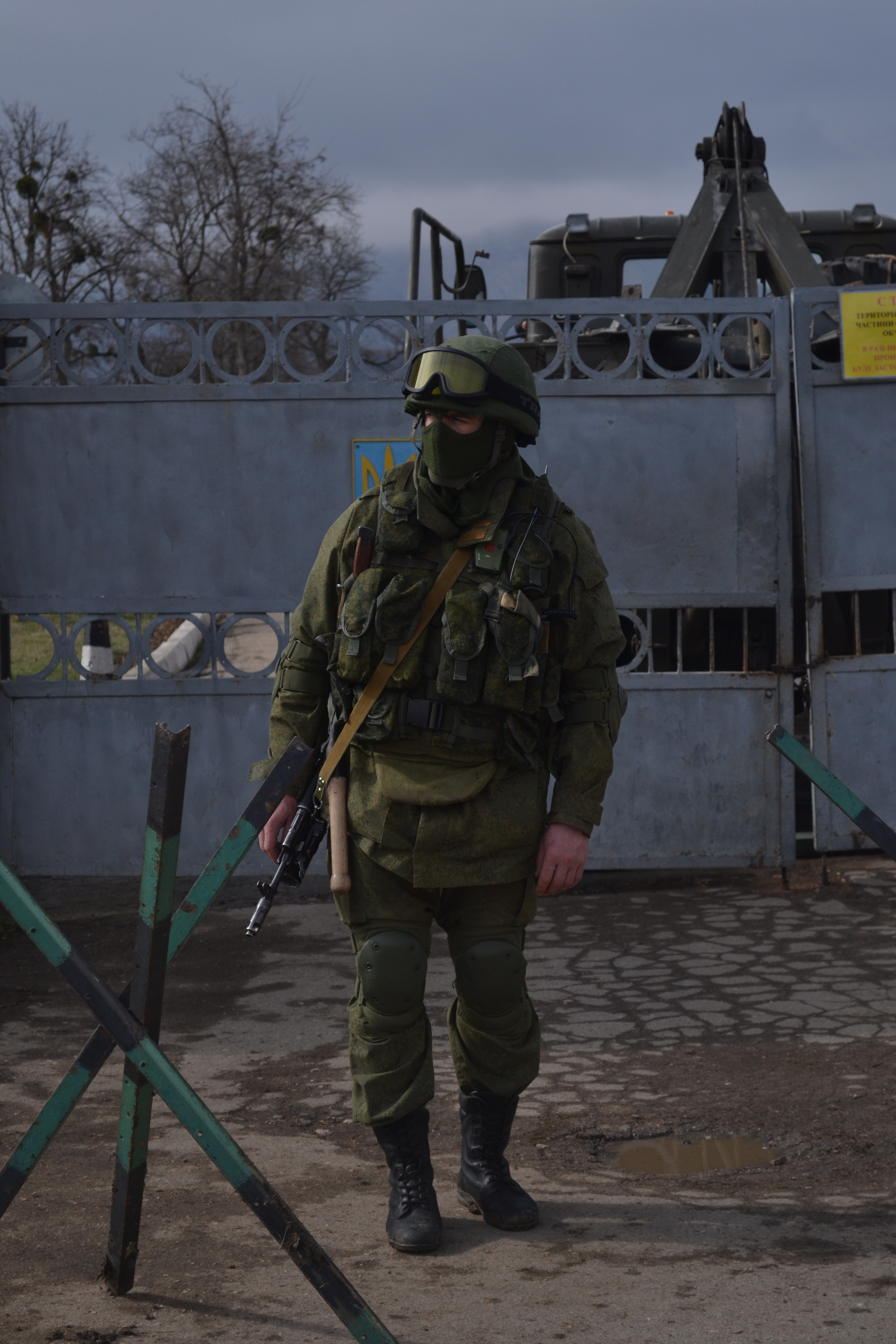
Homenzinho verde na Crimeia usando 6B23 (2014).
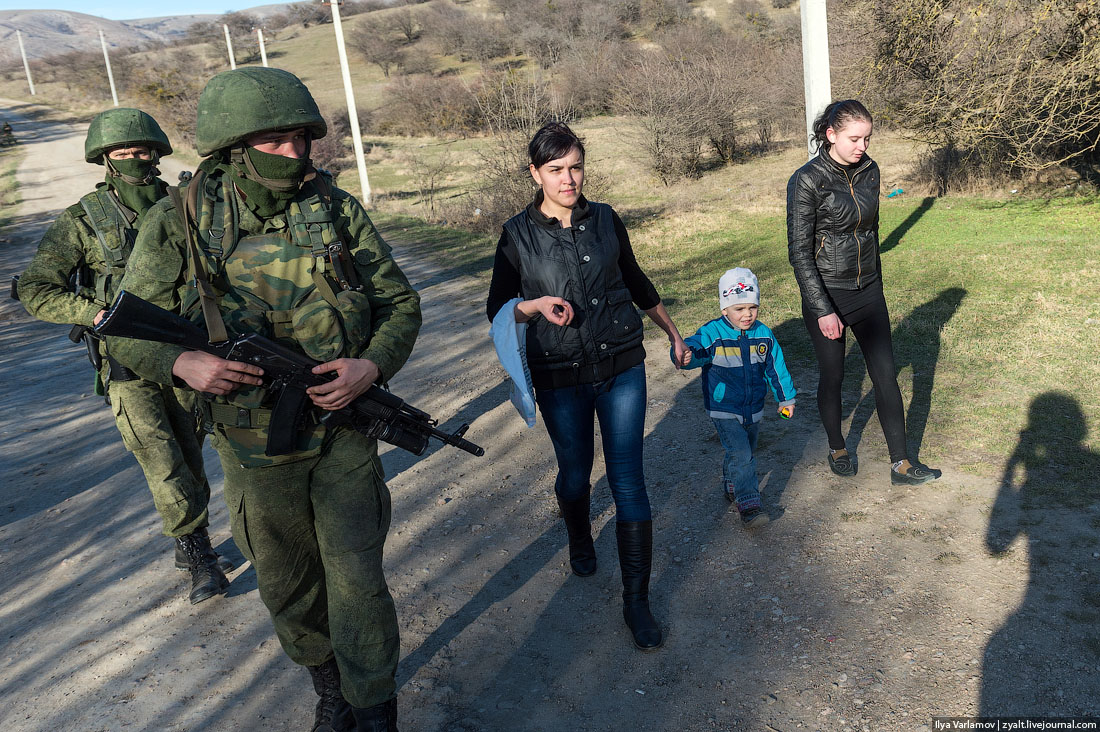
Homenzinhos verdes na Crimeia usando a variante Flora do 6B23 (2014).
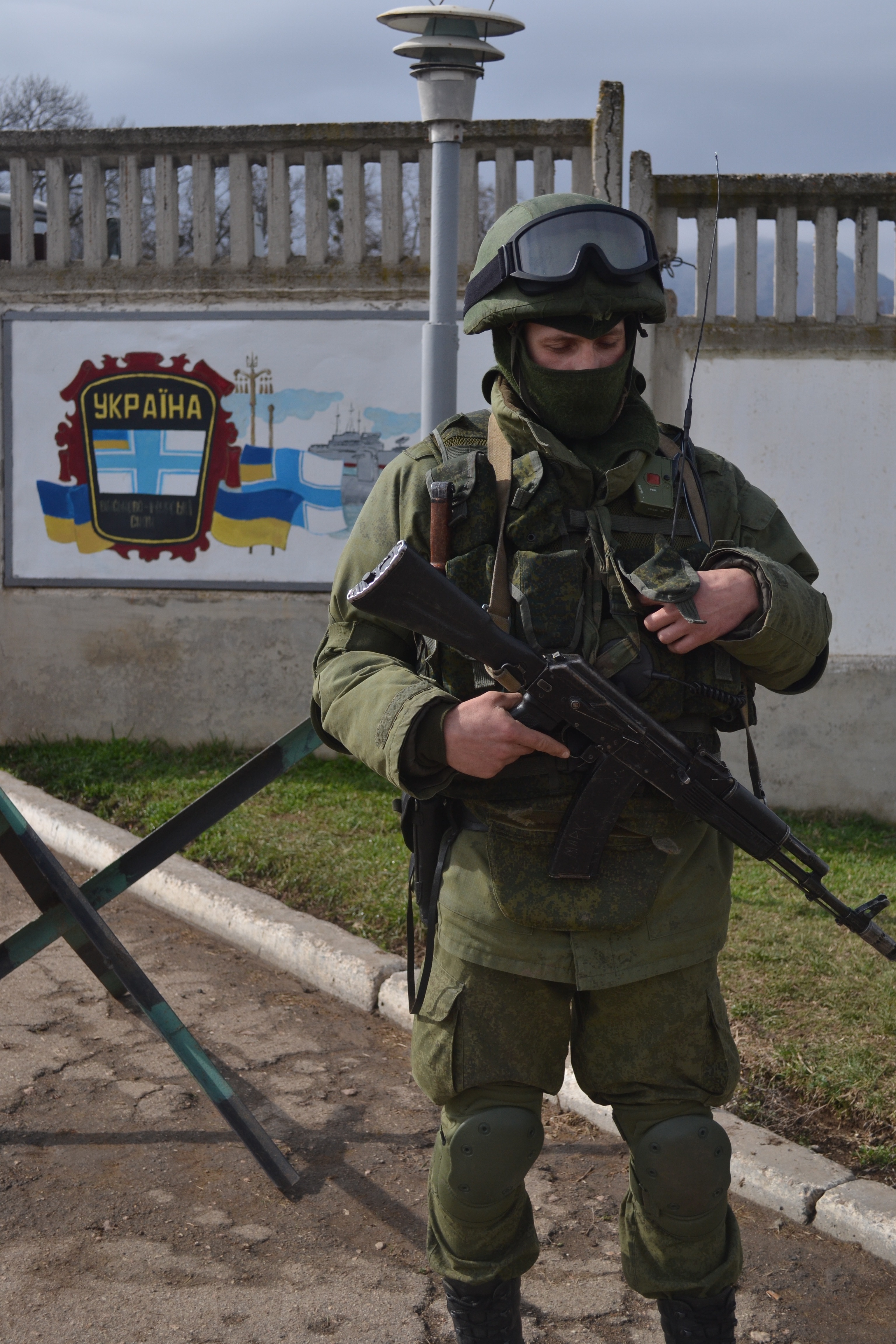
Homenzinho verde na Crimeia usando 6B23 (2014).
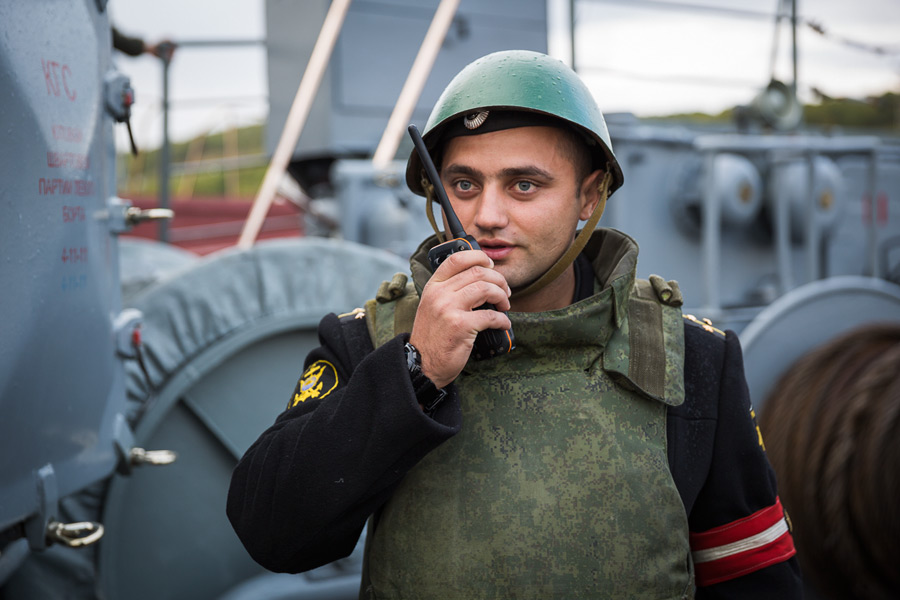
Soldado da frota do Pacífico usando armadura 6B23 (2014).
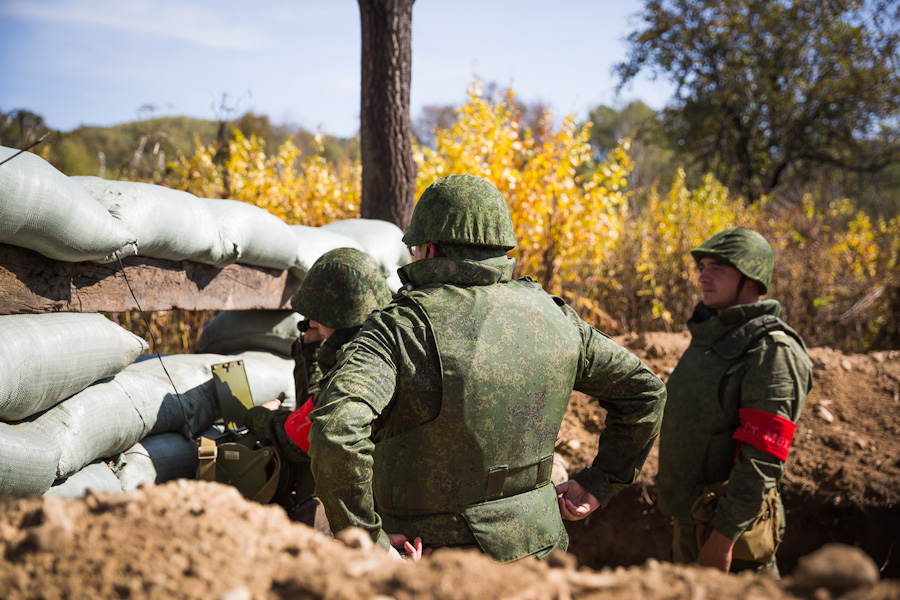
Soldado da 107ª Brigada de Foguetes usando o 6B23. O painel traseiro de tecido pode ser visto claramente.
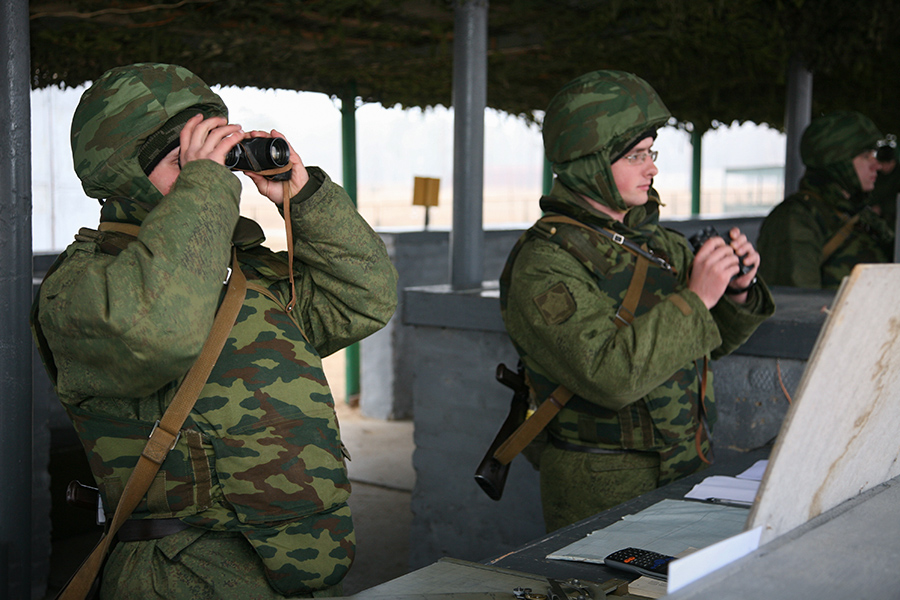
Artilheiros russos vestindo Flora 6B23 (2014).
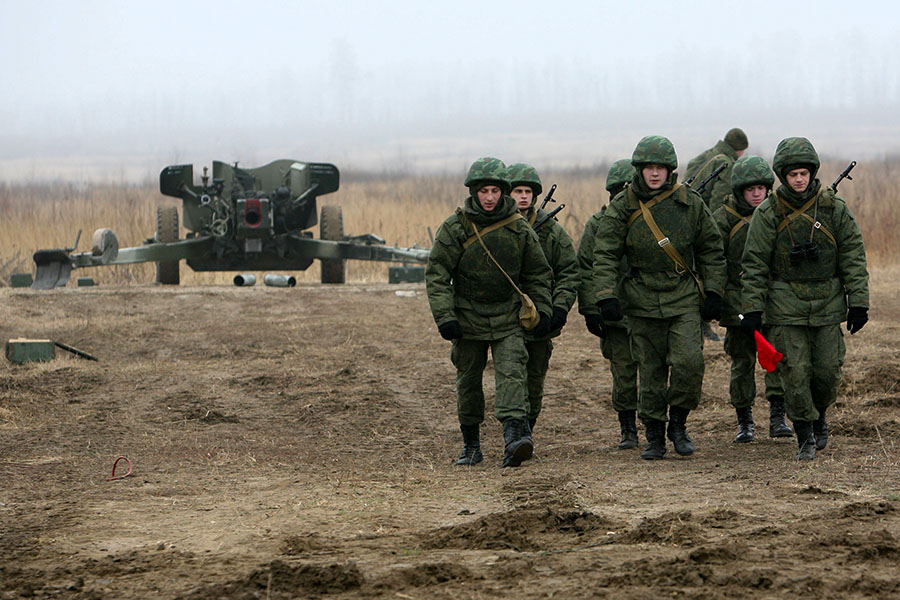
Artilheiros russos usando EMR 6B23 (2014).
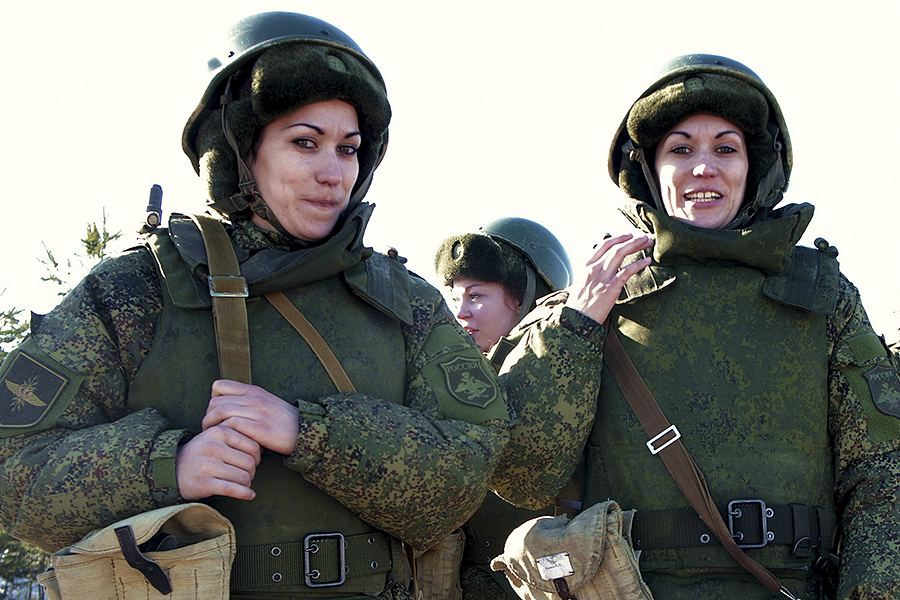
Militares russas vestindo 6B23 (2015).
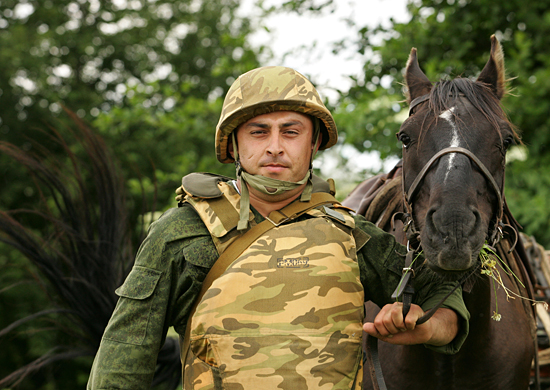
Versão rara do 6B23 com camuflagem Flora de Montanha no Distrito Militar do Sul (2011).